# Enantioselektiv reaktion
En enantioselektiv reaktion är en kemisk reaktion vars produkt enbart förekommer i en av sina båda enantiomerformer. Så är fallet med många enzymreaktioner. Detta uppnås även med asymmetrisk syntes, som bland annat används i framställning av vissa läkemedelssubstanser.